# ثلاثي للبيانو رقم 97 لبيتهوفن
الثلاثي للبيانو بسلم سي منخفض كبير رقم 97 ألفه بيتهوفن لآلات البيانو والكمان والتشيللو وأنتهى من تأليفه في عام 1811، وعادة ما يسمى بثلاثي الارشيدوق لأن بيتهوفن ألفه وأهداه إلى أرشيدوق النمسا «رودولف» أصغر أبناء ليوبولد الثاني إمبراطور الرومانية المقدسة.
كان رودلف عازف بيانو هاوٍ تتلمذ على يد بيتهوفن ولكنه كان صديقه وراعيه في نفس الوقت. كرس بيتهوفن ما مجموعه أربعة عشر مؤلفاً موسيقياً وأهداهم إلى الأرشيدوق، الذي ألف وأهدى مقطوعة موسيقية واحدة لبيتهوفن في المقابل.
وقد كُتب الثلاثي في وقت متأخر خلال ما يسمى «الفترة الوسطى» لبيتهوفن حيث بدأ تأليفه لهذه القطعة في صيف عام 1810، وأنتهى منها في مارس 1811.
على الرغم من إن «ثلاثي الأرشيدوق» يرقم بـ «رقم 7»، إلا إن ترقيم الأثنا عشر ثلاثيات للبيانو التي ألفها بيتهوفن غير موحدة، ومصادر أخرى أظهرت ان ثلاثي للبيانو رقم 97 لها رقم مختلف.

## الأداء الأول
كان بيتهوفن أول من أدى هذه المقطوعة بشكل علني وقد صاحبه اكنار شوبانتزيف Ignaz Schuppanzigh بعزف الكمان وجوزيف لينك (بالانجليزية: Josef Linke) بعزفه على التشيللو في فندق Zum römischen Kaiser النمساوي في 11 أبريل 1814. أعاد بيتهوفن عزف المقطوعة بعد عدة أسابيع من العرض الأول لكنه انقطع عن العزف بعد ذلك بسب الصمم الذي أصابه.
المؤلف الموسيقي وعازف الكمان لويس سبوهر (بالانجليزية: Louis Spohr) شهد إحدى تدريبات العرض وكتب «الصمم لم يبقِ شيء من براعة الفنان الذي كان الناس سابقاً يقفون اعجاباً به. لا تجد غير رجل عجوز ينحني على مفاتيح البيانو فلا تخرج غير ألحان ضعيفة فيتعذر معها فهم الموسيقى ما لم تراقب مفاتيح البيانو. إن الحزن عصف بي بسبب هذا المنظر المؤسف».
المؤلف الموسيقي وعازف البيانو اكناز موشيليس Ignaz Moscheles حضر العرض الأول وكتب عن العمل «لا يوجد في العالم من يمكن أن يجدد في تأليفه الموسيقي مثل بيتهوفن. هذه المقطوعة مليئة بالأصالة فعزفه متمكن وأرضاني بشكل كبير. ونجد في هذه المقطوعة آثار من عظمة اسلوب بيتهوفن في العزف والذي يمكن تمييزه بسهولة في هذه المقطوعة».

## التركيب
يتألف العمل من اربع حركات:
1. حركة سريعة (اداجيو) معتدلة 4\4
2. Scherzo (سريع) 3\4
3. عزف معتدل ب D major 3\4
4. حركة سريعة معتدلة- سريع 2\4- 6\8

عادة يستغرق الاداء حوالي 40 دقيقة.

## الإشارة للمقطوعة في الثقافة الشعبية
- تلعب مقطوعة الارشيدوق دورا مهما في رواية اليزابيث جورج «الخائن للذاكرة» "A Traitorto Memory" 2001.
- استخدم المؤلف الياباني هاروكي موراكامي المقطوعة في روايته«كافكا على الشاطئ» حيث وظف المقطوعة وتاريخها لتوضيح العلاقة بين اثنين من الشخصيات الرئيسية وهما «ناكاتا» و«هوشينو» للدلالة على التورطات التي طرأت على الشخصيتين.